# Münzhort von Osterburken
Der Münzhort von Osterburken im Neckar-Odenwald-Kreis in Baden-Württemberg ist ein Depotfund, der 1992 gemacht wurde. Er besteht aus 327 Denaren.
Der Münzschatz wurde im Graben des Kastells Osterburken entdeckt. Die Silbermünzen wurden um 233 n. Chr. dort niedergelegt, wahrscheinlich im Zusammenhang mit den Angriffen der Alamannen, die im 3. Jahrhundert das Hinterland des obergermanisch-rätischen Limes einnahmen. Der Schatz, der bei Ausgrabungen am Annexkastell gefunden wurde, dürfte aus dem Besitz einer höhergestellten Person stammen.
Der Hort enthielt ausschließlich wertbeständige silberne Denare, aber keine Bronzemünzen und auch kein Exemplar des seit 214/15 eingeführten sogenannten Antoninians, eines untergewichtigen Doppeldenars. Die Münzen stammten aus den Epochen der Kaiser Vespasian bis Severus Alexander, wobei die jüngsten Münzen des Hortes nicht ganz genau zu datieren sind, da sie nicht mit Ämterangaben versehen sind. 37,9 % der Denare aus dem Osterburkener Hort stammen aus der Zeit des Severus Alexander, 35,6 % aus der Zeit des Elagabal, der dessen Amtsvorgänger war. Peter-Hugo Martin schloss aus der Zusammensetzung des Hortes: „Es handelt sich [...] wohl um ein gezielt zusammengebrachtes Sparkapital, bei dem der Besitzer nur die „guten alten“ Denare auf die „Hohe Kante“ legte.“ Der Münzhort von Osterburken ist im Badischen Landesmuseum Karlsruhe ausgestellt. 